# Bleitrinitroresorcinat
Bleitrinitroresorcinat (auch Bleistyphnat, Bleitrizinat, Trizinat) ist das Bleisalz der Styphninsäure, eines explosiven Nitroaromaten. Es wird als Initialsprengstoff in Sprengkapseln und Anzündhütchen verwendet.

## Eigenschaften
Bleitrinitroresorcinat bildet orangegelbe bis dunkelbraune Kristalle. Die nicht hygroskopische, in Diethylether, Chloroform, Benzol und Toluol unlösliche Verbindung löst sich wenig in Aceton und Wasser (400 ppm). Die Schlagempfindlichkeit beträgt 2,5–5,0 Nm, die Reibempfindlichkeit 1,5 N. Der Verpuffungspunkt liegt bei 275 °C. Die Detonationsgeschwindigkeit beträgt 5200 m/s. Es reagiert sehr empfindlich auf elektrostatische Aufladung.

## Verwendung
Bleitrinitroresorcinat ist ein weitverbreiteter und viel verwendeter Initialsprengstoff, der wegen seiner extremen Empfindlichkeit gegenüber elektrostatischen Aufladungen nur im Gemisch mit Zusatzstoffen verwendet wird. Er ist (neben Tetrazen) der Hauptbestandteil von Sinoxid-Anzündhütchen.

## Sicherheit
Die Verbindung ist in der Liste der explosionsgefährlichen Stoffe gemäß §2 Abs. 6 Satz 2 des Sprengstoffgesetzes (Altstoffliste) aufgeführt.